# Niederwambach
Niederwambach ist eine Ortsgemeinde im Landkreis Neuwied im Norden von Rheinland-Pfalz. Die Gemeinde gehört der Verbandsgemeinde Puderbach an, die ihren Verwaltungssitz in der Gemeinde Puderbach hat.

## Geographie
Der Ort liegt ein wenig abseits der großen Verkehrsadern nördlich von Puderbach am Rande des Naturparks Rhein-Westerwald.
Zu Niederwambach gehören die Wohnplätze Ascheid, Udertsmühle, Lahrbach, Breibach, Forsthaus Lichtenthal und Seyen.

## Geschichte
Das Kirchspiel Niederwambach wurde im Jahr 1253 erstmals erwähnt. In der zweiten Hälfte des 12. Jahrhunderts wurde die romanische Bartholomäus-Kirche erbaut (Turm noch erhalten). Im Zuge der Reformation erfolgte 1556 die Einführung des evangelischen Gottesdienstes. Ab dem 15. April 1817 gehörte Niederwambach zur Bürgermeisterei Niederwambach im neu gegründeten Kreis Neuwied. Im Jahr 1831 wurde das zu kleine Kirchenschiff abgerissen und eine spätklassizistische Saalkirche durch den fürstlich-wiedischen Bauinspektor Johann Heinrich Hartmann errichtet. In den 1970er-Jahren erfolgte eine umfassende Renovierung der Kirche. Am 1. Januar 1968 wurde das Amt Niederwambach im Zuge der rheinland-pfälzischen Kommunalreform in die neue Verbandsgemeinde Puderbach eingegliedert.
Die heutige Gemeinde wurde am 7. Juni 1969 aus den aufgelösten Gemeinden Ascheid, Lahrbach und Niederwambach neu gebildet.
Bevölkerungsentwicklung

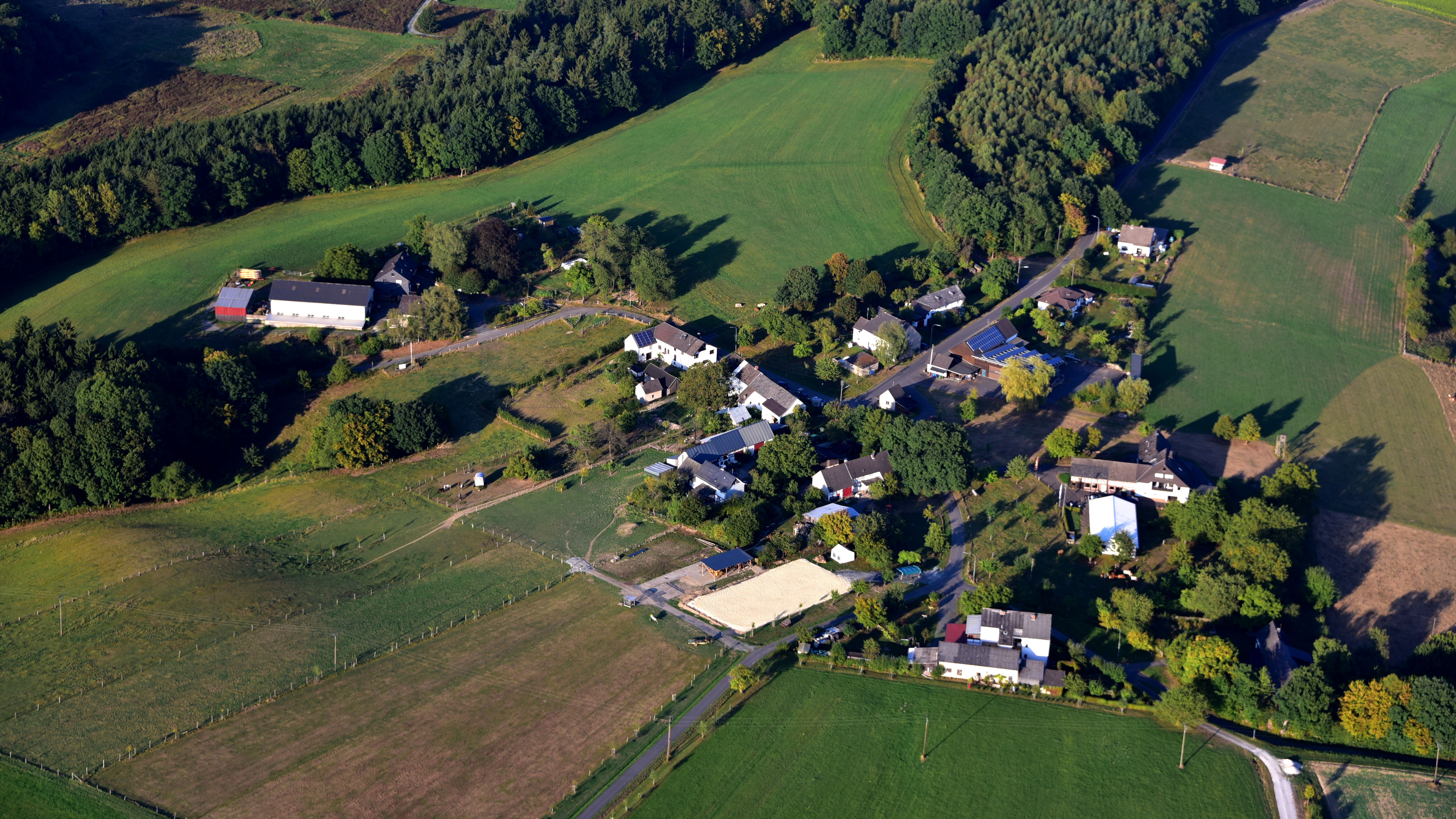
Ascheid, Luftaufnahme (2016)

Die Entwicklung der Einwohnerzahl von Niederwambach, die Werte von 1871 bis 1987 beruhen auf Volkszählungen:
| Jahr | Einwohner |
| ---- | --------- |
| 1815 | 235       |
| 1835 | 343       |
| 1871 | 406       |
| 1905 | 366       |
| 1939 | 300       |
| 1950 | 358       |
| 1961 | 333       |

| Jahr | Einwohner |
| ---- | --------- |
| 1970 | 396       |
| 1987 | 418       |
| 1997 | 561       |
| 2005 | 527       |
| 2011 | 437       |
| 2017 | 455       |
| 2022 | 453       |

## Politik

### Gemeinderat
Der Gemeinderat in Niederwambach besteht aus acht Ratsmitgliedern, die bei der Kommunalwahl am 9. Juni 2024 in einer Mehrheitswahl gewählt wurden, und dem ehrenamtlichen Ortsbürgermeister als Vorsitzendem.

### Bürgermeister
Lars Reidenbach wurde am 4. Juli 2024 Ortsbürgermeister von Niederwambach. Bei der Direktwahl am 9. Juni 2024 war er als einziger Bewerber mit einem Stimmenanteil von 82,5 % für fünf Jahre gewählt worden.
Reidenbachs Vorgänger Joachim Ramseyer hatte das Amt am 18. Juli 2019 übernommen und kandidierte bei der Wahl 2024 nicht erneut als Ortsbürgermeister. Bei der Direktwahl am 26. Mai 2019 hatte er sich mit einem Stimmenanteil von 59,92 % gegen den bisherigen Amtsinhaber durchgesetzt. Udo Franz (FWG) war zuvor 25 Jahre lang Bürgermeister des Ortes.

## Kultur und Sehenswürdigkeiten
Siehe Liste der Kulturdenkmäler in Niederwambach

## Verkehr
Die nächste Autobahnanschlussstelle ist Neuwied an der Bundesautobahn 3. Der nächstgelegene ICE-Bahnhof befindet sich in Montabaur an der Schnellfahrstrecke Köln–Rhein/Main.

## Persönlichkeiten
- Johannes Mohn (* 1856 in Niederwambach; † 1930 in Gütersloh), Verleger